# 神坝镇
神坝镇，是中华人民共和国四川省南充市南部县下辖的一个乡镇级行政单位。2019年10月，撤销光中乡，将其所属行政区域划归神坝镇管辖。

## 行政区划
神坝镇下辖以下地区：
方山村、洛池村、云安村、白塔村、崇垭村、龙安村、桥楼村、檬垭村、天宫村、青龙村和小岭村，芦花村、中和村、金马村、双桥村、白果村、大营村、玉桥村、高岭村和八角寺村。